# Julien-Jacques Rousseau
Pour les articles homonymes, voir Rousseau.
Julien-Jacques Rousseau est un botaniste français, né le 28 juin 1837 à Saint-Aubin-du-Désert et mort le 12 février 1907 à Mayenne.
Instituteur public à Chantrigné et à Aron, Julien-Jacques Rousseau était un botaniste militant et intrépide, qui collabora avec Charles Chedeau. Il réalisa un herbier qu'il devait léguer au musée de Mayenne. Il prit sa retraite en 1879. Il avait dans sa jeunesse herborisé avec Sosthène Duclaux (1791-1856), vice-président du tribunal de Laval, qui a collaboré au Catalogue des plantes de la Mayenne.